# Ян Хус
Ян Хус (на чешки: Jan Hus) е национален герой на чешкия народ, проповедник, философ и идеолог на чешката Реформация.
Бил е свещеник и за кратко време преподавател и ректор на Пражкия университет. Неговите последователи са известни по-късно като „хусити“. Католическата църква счита неговите проповеди за еретични и поради това той е отлъчен от Църквата, а по-късно изгорен на клада. Неговата смърт отприщва военния конфликт от 1419 до 1434 г., наречен Хусистки войни.

## Биография

### Произход и ранни години (ок.1369 – 1401)
За ранните му години почти няма сведения, дори годината му на раждане се приема като преизчисление от други характерни за живота му дати. Роден е в малкото чешко селце Хусинец в семейството на беден земеделец. В Пражкия университет, където учи, е известен като Ян от Хусинец, съкратено впоследствие на Ян Хус, с което име остава в историята.
Още в средата на 1380-те в Чехия започват да се разпространяват трудовете на английския реформатор Джон Уиклиф. Под влияние на идеите на Уиклиф попада и Хус. По време на Великия западен разкол (Папската схизма) в Римо-католическата църква, Хус се причислява към тези, които са за съхраняване на неутралитет по отношение към противоборстващите страни.

### Проповедник (1401 – 1414)
От 1401 година Хус чете проповеди в пражката църква „Св. Архангел Михаил“, а през 1402 е назначен за настоятел и проповедник на Витлеемската капела, намираща се в старата част на Прага, където се занимава основно с четене проповеди на чешки език, на които се събират до три хиляди души. В тези проповеди Хус не само често засягал ежедневния живот (нещо необикновено за тези времена), но и открито критикува клира, феодалите и бюргерите. Макар че критикува църквата, той счита себе си верен неин член, разкриващ недостатъците на хората и служещ за благото на църквата.
Той проповядва и защитава следните принципи:
- Не трябва да взема заплащане за тайнства и да се продават църковни длъжности. Свещеникът е достатъчно да приема малко заплащане от богатите, за да удовлетвори само належащите си жизнени потребности.[1]

- Не трябва сляпо да се подчиняваш на църквата, а е нужно да мислиш сам, словото от Свещеното писание: „Ако сляп води сляп, двамата падат в пропастта“.
- Власт, нарушаваща заповедите на Бога, не може да бъде призната.[2]
- Собствеността следва да се получава по справедлив начин. Несправедливият богаташ не е нищо повече от крадец.
- Всеки християнин трябва да търси истината, даже рискувайки благополучието си, спокойствието си и дори живота си.[3]

Ян Хус остро критикува пороците на висшето германско духовенство. Изказва се против трупането на църковни богатства, като смята, че вечното спасение на хората зависи единствено от Божията воля. Затова търсещите спасение християни не се нуждаели от свещенослужители и особено от висша църковна йерархия. Ян Хус не признава папата за Божи наместник на Земята и иска създаването на чешка национална църква, независима от папската курия.
Със своите проповеди и лекции пред студентите в Пражкия университет, Ян Хус става безспорен водач на чехите в борбата им срещу германското влияние и католическия клерикализъм. Той пише произведенията си на чешки език, съставя чешка граматика и превежда латинската библия Вулгата на чешки език. Под негово ръководство в Пражкия университет започва отстраняване на германските професори и замяната им с чешки, като това приключва през 1409 г. с избирането на Ян Хус за ректор на университета.
Папството и германското духовенство в Чехия не остават безучастни към набиращото подкрепа чешко национално движение. Ян Хус бива отлъчен от църквата и през 1412 г. е принуден да напусне Прага.

### Констанцки събор (1415)
Три години по-късно е призован да се яви на съд пред Констанцкия събор в град Констанц, Германия, където е осъден като еретик. Присъдата му е прочетена на 6 юли 1415 г. от Одоне Колона, бъдещия папа Мартин V. Хус е изгорен на клада, която вече била приготвена на централния площад в града.

## Легенда
Когато го привързали за стълба и натрупали около него дървата за кладата, придружаващият го кардинал му предложил за последен път да се отрече от учението си. Ян Хус категорично отказал. Той остава верен на думите си, произнесени в една негова проповед: „Ако забележа в заповедите на папата нещо, противоречащо на истината, то аз никога няма да се подчиня, дори ако поставите пред мен огън, приготвен за изгаряне на тялото ми“.
След отказа му да се покае, палачът запалил кладата. Тъй като огънят не се разгорял бързо, една старица, случайно попаднала на мястото на екзекуцията, хвърлила няколко сухи съчки в огъня. Виждайки това, Ян Хус, чийто съзнателен живот преминал в защита на бедните, произнесъл: Sancta Simplicitas!, или „О, свещена простота!“

## Традицията
Професор Томаш Масарик, първият президент на Чехословакия, използва името на Ян Хус в речите си в Женевския университет изнесена на 6 юли 1915 г., където се обявява срещу Австро-Унгария и по-късно през юли 1917 г. когато се противопоставя на изпращане войски в Русия.

## Галерия
- Ян Хус пред Констанцкия събор, картина от Вацлав Брожик
- Ян Хус на кладата 
 средновековна миниатюра
- Ян Хус на кладата в Констанц
 автор: Карл Густав Хелквист
- Ян Хус на кладата в Констанц
 автор: Камил Владислав Мутих